# Jean-Claude Golvin

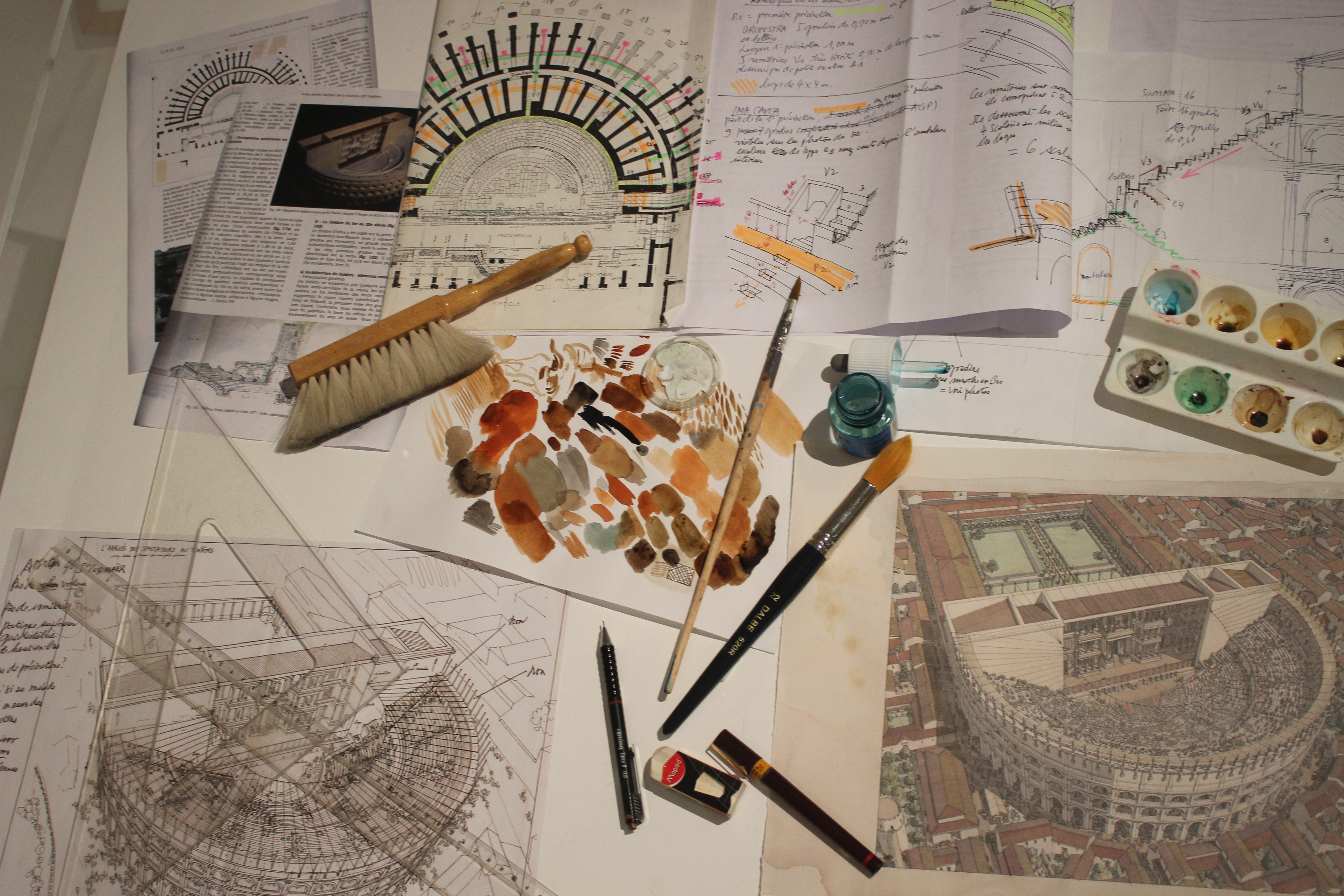
Arbeitstisch J.C. Golvins in einer Ausstellung in Vieux-la-Romaine

Jean-Claude Golvin (* 18. Dezember 1942 in Sfax, Tunesien) ist ein französischer Architekt, Archäologe und Ägyptologe. Bekannt ist er insbesondere durch seine zahlreichen Rekonstruktionszeichnungen antiker Stätten.

## Biographie und Arbeiten
Der Sohn des Maghrebspezialisten Lucien Golvin studierte nach Schuljahren in Algier von 1962 bis 1969 an der École nationale supérieure des beaux-arts de Paris und der École d’architecture de Marseille und erreichte ein Diplom (DPLG) als Architekt sowie, nach einigen Jahren der Tätigkeit als Architekt in einem Pariser Büro, 1972 ein Diplom (DIUP) als Städtebauer.
Schon in den 1960er-Jahren war er als Mitglied der französischen archäologischen Delegation im tunesischen Haïdra an den Ausgrabungen des antiken Ammaedara beteiligt. Dem folgten 1973 bis 1976 Arbeiten am Amphitheater von El Djem. Auch später noch war er in verschiedenen Funktionen an Grabungen und Forschungen in Tunesien aktiv.
Seit 1976 Mitarbeiter am Centre national de la recherche scientifique, arbeitete er Ende der 1970er-Jahre unter Robert Étienne an den Studien und der Publikation zu den französischen Grabungen im portugiesischen Conimbriga mit, bevor er für ein Jahrzehnt (bis 1990) Leitungsfunktionen bei der ständigen französischen Mission in Karnak und Luxor übernahm. In diese Zeit fällt auch seine Promotion (1985) mit einer Arbeit über römische Amphitheater an der Université de Bordeaux III.
Von 1992 bis zu seiner Emeritierung 2008 war er directeur de recherche am CNRS beim Institut Ausonius der Universität Bordeaux. In dieser Zeit war er neben seiner Mitarbeit bei der Erforschung mehrerer antiker Stätten in Tunesien auch sieben Jahre lang an Studien zur Rekonstruktion des Circus Maximus in Rom beteiligt.
Ein Schwerpunkt seiner Tätigkeit ist seit Ende der 1980er-Jahre die Anfertigung von Rekonstruktionen (in der Regel als aquarellierte Tuschezeichnungen erstellt), von einzelnen Monumenten wie zum Beispiel dem Amphitheater von El Djem oder dem Colosseum in Rom bis hin zu ganzen Stadtanlagen, beispielsweise des antiken Alexandria, des antiken Arelate (heute Arles) oder des antiken Lutetia (heute Paris). Diese Arbeiten wurden in zahlreichen Publikationen veröffentlicht und seit 1995 in mehr als zwei Dutzend Ausstellungen zu archäologischen Themen vornehmlich in Frankreich, aber auch in den Niederlanden, Belgien, Spanien, Zypern, Israel, Tunesien und Ägypten gezeigt. Ende 2010 übereignete er den bisherigen Fundus seines Ateliers (geschätzt wurden vor der Übergabe um die 800 Zeichnungen und Aquarelle, tatsächlich belief sich die Summe der Arbeiten dann auf über 1000) dem Musée départemental Arles antique, das daraufhin 2011/2012 eine große Retrospektive veranstaltete.
2018 erschien der erste Teil eines auf zwei Teile angelegten Historiencomics, mit dem sich der Zeichner, unterstützt von der Autorin Chantal Alibert, einen Jugendtraum erfüllt.

## Schriften (Auswahl)
(Bis auf die deutsche Karnak-Publikation von 1990 sind hier ausschließlich populärwissenschaftliche Arbeiten Golvins aufgeführt.)
- deutsch:
  - Karnak, Ägypten. Anatomie eines Tempels. Wasmuth, Tübingen 1990 (zusammen mit Jean-Claude Goyon, Publikation zu einer Ausstellungsserie, deutsche Ausgabe von Les bâtisseurs de Karnak)
  - Metropolen der Antike. Theiss, Stuttgart 2005 (Texte von zehn Autoren, deutsche Ausgabe von L'antiquité retrouvée, gegenüber der französischen Ausgabe von 2003 deutlich umgearbeitet), 2., erw. Aufl. Zabern, Darmstadt 2019 (ohne Autorenverzeichnis, deutsche Ausgabe der französischen 3. Aufl., aber nach wie vor nicht identisch)
  - Monumente der Macht. Die Welt der römischen Kaiser. Theiss, Stuttgart 2008 (Texte von Catherine Salles, deutsche Ausgabe von Voyage chez les empereurs romains)
  - Reisen im Imperium Romanum. Von Bliesbruck-Reinheim nach Rom. Éditions Errance, Arles/Paris 2010 (Publikation zu einer Ausstellung, deutsche Ausgabe von Pérégrinations dans l'Empire romain)
  - Die Architekten des Imperiums. wbg Zabern, Darmstadt 2020 (Texte von Gérard Coulon, dt. Ausgabe von Le génie civil de l'armée romaine)
  - Häfen für die Ewigkeit. Maritime Ingenieurskunst der Römer. Darmstadt 2021.

- französisch:
  - L'Égypte restituée. Sites et temples. 3 Bände, Éditions Errance, Paris 1994–1997 (zusammen mit Sydney Hervé Aufrère und Jean-Claude Goyon)
    - Tome 1, Sites, et temples de Haute Égypte. De l'apogée de la civilisation pharaonique à l'époque gréco-romaine. 1994, 2. Aufl. 1997
    - Tome 2, Sites et temples des déserts. De la naissance de la civilisation pharaonique à l'époque gréco-romaine. 1994
    - Tome 3, Sites, temples et pyramides de Moyenne et Basse Égypte. De la naissance de la civilisation pharaonique à l'époque gréco-romaine. 1997 (schließt Alexandria nicht mit ein)

  - Voyage en Égypte ancienne. Actes Sud/Errance, Arles/Paris 1999 (zusammen mit Aude Gros de Beler; einschließlich Alexandria)
  - L'Afrique antique. Histoire et monuments. Tallandier, Paris 2001 (Texte von André Laronde)
  - Voyage en Gaule romaine. Éditions Errance, 1. Aufl. Paris 2002, 3. Aufl. Arles/Paris 2011 (Texte von Gérard Coulon)
  - L'antiquité retrouvée. Éditions Errance, Paris 2003 (Texte von Gérard Coulon, Aude Gros de Beler, Frédéric Lontcho), 2. Aufl. Arles/Paris 2005, 3., durchgesehene, korrigierte und erweiterte Aufl. Arles/Paris 2015, 4., durchgesehene, korrigierte und erweiterte Aufl. Arles/Paris 2020
  - Voyages sur la Méditerranée romaine. Éditions Errance, Arles/Paris 2005 (Texte von Michel Reddé)
  - Voyage chez les empereurs romains. Éditions Errance, Arles/Paris 2006 (Texte von Catherine Salles)
  - Rome antique retrouvée (= Promenades archéologiques). Éditions Errance, Arles/Paris 2008
  - Pérégrinations dans l'Empire romain. De Bliesbruck-Reinheim à Rome. Éditions Errance, Arles/Paris 2010 (Publikation zu einer Ausstellung)
  - La Gaule retrouvée. Voyage avec Strabon (= Promenades archéologiques). Éditions Errance, Arles/Paris 2011 (Texte von Patrick Thollard und Strabon)
  - L'amphithéâtre romain et les jeux du cirque dans le monde antique (= Collection archéologie vivante). Éditions Archéologie Nouvelle, Lacapelle-Marival 2012
  - Le stade et le cirque antiques. Sport et courses de chevaux dans le monde gréco-romain (= Collection archéologie vivante). Éditions Archéologie Nouvelle, Lacapelle-Marival 2012
  - mit Jean-Pierre Brun und Frédéric Lontcho: Les plus beaux sites archéologiques de la baie de Naples. Pompéi, Herculanum, Oplontis, Misène, Baia, Cumes, Pouzzoles, Capoue, Capri ... (= Collection archéologie vivante). Éditions Archéologie Nouvelle, Lacapelle-Marival 2012
  - Le théâtre romain et ses spectacles (= Collection archéologie vivante). Éditions Archéologie Nouvelle, Lacapelle-Marival 2013
  - Hérode. Le roi architecte. Éditions Errance, Arles/Paris 2014 (Texte von Jean-Michel Roddaz)
  - Le génie civil de l'armée romaine. Actes Sud/Errance, Arles 2018 (Texte von Gérard Coulon)
  - Le génie maritime romain. Actes Sud/Errance, Arles 2020 (Texte von Gérard Coulon)

### Comic
- Quadratura. 1. La pyramide de cristal. Passé Simple, Narbonne 2018 (Text von Chantal Alibert)